# Bộ Đuôi kiếm
Bộ Đuôi kiếm (Xiphosura) là một bộ trong phân ngành động vật chân kìm (Chelicerata), bao gồm 4 loài thuộc Họ Sam (Limulidae) và một lượng lớn các dòng dõi đã tuyệt chủng. Các loài còn sinh tồn hiện nay là sam đuôi tam giác, so (sam nhỏ), sam Mỹ và sam lớn; trong đó, tại Việt Nam thường gặp 2 loài là sam đuôi tam giác và so. Nhóm này gần như không thay đổi gì nhiều trong hàng triệu năm; các loài sam hiện nay trông gần giống như các loài/chi tiền sử, chẳng hạn như chi Mesolimulus thuộc kỷ Jura, và vì thế chúng được coi là các hóa thạch sống.
Xiphosura thông thường hay được đặt như là một bộ trong lớp Miệng đốt (Merostomata) hay còn gọi là lớp Giáp cổ (Palaeostraca), bao gồm thêm cả nhóm bò cạp biển (nay là lớp Eurypterida), nhưng việc sử dụng truyền thống trong quá khứ này chỉ phản ánh sự chấp nhận một nhóm cận ngành không tự nhiên. Mặc dù tên gọi Merostomata có thể được nhìn thấy trong một số sách vở, mà không có liên quan gì tới nhóm Eurypterida, nhưng một số người đã đề xuất rằng việc sử dụng như thế là không nên (ví dụ Boudreaux, 1979).
Vào năm 2019, Xiphosura được hạ bậc xuống thành một bộ trong Lớp Hình nhện (Arachnida). Điều này do một nghiên cứu phát sinh loài phân tử gần đây cho thấy các loài trong lớp này có họ hàng gần gũi với các loài hình nhện (hoặc cũng có thể là các loài hình nhện thực sự).

## Kích thước
Kích thước cơ thể trưởng thành tối thiểu của các loài trong đại Cổ sinh là 1–3 cm. Các loài gần đây có thể có kích thước tới 60 cm.

## Đặc trưng
Cơ thể được che phủ bằng lớp biểu bì khoáng hóa nặng, được phân chia thành phần đầu ngực (prosoma) ở phía trước và phần bụng (opisthosoma) ở phía sau có khớp động với nhau, với một gai đuôi cứng và dài, cử động được.
Phần đầu ngực có 7 đốt, được che phủ ở mặt lưng bằng một giáp (mai) hình bán nguyệt, mang các mắt (mắt đơn ở giữa và các mắt kép ở hai bên), với 6 đôi phần phụ là 1 đôi chân kìm, 1 đôi chân xúc giác và 4 đôi chân bò, còn đốt thứ 7 có thể tiêu giảm ở trưởng thành và không có phần phụ. Các khớp háng của các chân kèm theo các tấm nghiền (gnathobase) thực hiện chức năng nhai.
Phần bụng có 12 đốt, với 5 cặp chân mang (có chức năng bơi và hô hấp) là các phần phụ bị biến đổi. Phần phụ suy giảm của đốt bụng đầu tiên có thể coi là cặp chân mang nhỏ thứ sáu (chilaria). Nắp sinh dục hình tấm, nằm trên đốt 8.
Phần bụng chia ra thành phần bụng trung (mesosoma), gồm 6 đốt với các phần phụ dẹt và metasoma (phần bụng hậu) cũng 6 đốt nhưng không có phần phụ. Mesosoma có thể có tất cả các đốt hợp nhất lại để tạo thành cái gọi là thoracetron.

## Sinh thái học
Các loài gần đây trong lớp Xiphosura là các sinh vật biển sống ở tầng đáy thuộc các vùng nước nông với độ sâu khoảng 4–10 m, trên các nền mềm, đôi khi phân bố sâu vào vùng cửa sông, nhưng lại gần bờ để sinh sản. Dựa trên các quần hợp trầm tích, người ta đề xuất rằng các loài trong đại Cổ sinh không phải sinh vật biển, mà sống trong vùng nước ngọt hoặc nước lợ.
Thức ăn của chúng là trai, ốc, giun đốt, động vật không xương sống khác sống ở đáy và tảo
Vào tháng 7-8, các loài đuôi kiếm lên bãi cát để sinh sản. Sam đực bám vào sam cái, sam cái đào hố đẻ trứng, sam đực tưới tinh dịch thụ tinh. Trứng lớn 1,5 – 3,3 mm, giàu noãn hoàng, được cát giữ độ ẩm và nhiệt độ. Sau khoảng 6 tuần thì trứng nở thành ấu trùng giống trưởng thành nhưng thiếu gai đuôi. Sau nhiều lần lột xác hình thành sam trưởng thành.

## Phân loại
Lớp Xiphosura Latreille, 1802
- Bộ Synziphosurida †
  - Weinberginidae Richter & Richter, 1929 (Hạ Devon)
  - Bunodidae Packard, 1886
    - Bunodinae Packard, 1886 (Thượng Silur tới Downtonian)
    - Limuloidinae Størmer, 1952 (Thượng Silur)

  - Pseudoniscidae Packard 1886 (Thượng Silur)
  - Kasibelinuridae Pickett, 1993 (Trung Devon tới Thượng Devon)
- Bộ Xiphosurida
  - Phân bộ Bellinurina †
    - Elleriidae Raymond, 1944 (Thượng Devon tới Thượng Than đá)
    - Euproopidae Eller, 1938 (= Liomesaspidae Raymond, 1944) (Thượng Than đá tới Hạ Permi)
    - Bellinuridae Zittel & Eastman, 1913 (Trung Devon tới Thượng Than đá)

  - Phân bộ Limulina
    - Rolfeiidae † Selden & Siveter, 1987 (Tiền Than đá tới Tiền Permi)
    - Paleolimulidae † Raymond, 1944 (Than đá tới Permi)
    - Moravuridae † Pribyl, 1967 (Mississippi)
    - Austrolimulidae † và Heterolimulidae † (Trung Trias)
    - Limulidae Zittel, 1885
      - Mesolimulinae † Størmer, 1952 (Hạ Trias tới Phấn trắng)
      - Limulinae Zittel, 1885 hay Xiphosuridae
        - Tachypleini Pocock, 1902 (Miocen tới gần đây)
        - Limulini Zittel, 1885 (gần đây)

### Các đơn vị bị loại ra
Còn 2 nhóm nguyên thủy được đặt trong Xiphosura, nhưng hiện nay đã được chuyển sang các lớp khác:
- Aglaspida Walcott 1911 (Cambri tới Ordovic).
- Chasmataspida Caster & Brooks, 1956 (Hạ Ordovic).